# 安永 (日本)
安永是日本的年號之一。在明和之後，天明之前，指1772年12月到1781年4月的期間。這個時代的天皇是後桃園天皇、光格天皇。江戶幕府的第十代將軍德川家治。

## 改元
- 明和九年11月16日（公元1772年12月10日） 改元。
- 安永十年4月2日（公元1781年4月25日） 改元天明。

## 出典
出自東漢張衡《東京賦》的「溫飭迎春，寿安永寧」。

## 西元對照表
| 安永 | 元年   | 2年    | 3年    | 4年    | 5年    | 6年    | 7年    | 8年    | 9年    | 10年   |
| ---- | ------ | ------ | ------ | ------ | ------ | ------ | ------ | ------ | ------ | ------ |
| 西曆 | 1772年 | 1773年 | 1774年 | 1775年 | 1776年 | 1777年 | 1778年 | 1779年 | 1780年 | 1781年 |
| 干支 | 壬辰   | 癸巳   | 甲午   | 乙未   | 丙申   | 丁酉   | 戊戌   | 己亥   | 庚子   | 辛丑   |

| 前一年號： 明和 | 日本年號 | 下一年號： 天明 |